# Нассо-Бей (Техас)
Нассо-Бей (англ. Nassau Bay) — місто (англ. city) в США, в окрузі Гарріс штату Техас. Населення — 5347 осіб (2020).

## Географія
Нассо-Бей розташоване за координатами 29°32′41″ пн. ш. 95°5′15″ зх. д. / 29.54472° пн. ш. 95.08750° зх. д. (29.544767, -95.087482).  За даними Бюро перепису населення США в 2010 році місто мало площу 4,51 км², з яких 3,15 км² — суходіл та 1,36 км² — водойми.

## Демографія
Згідно з переписом 2010 року, у місті мешкали 4002 особи в 1925 домогосподарствах у складі 1125 родин. Густота населення становила 887 осіб/км².  Було 2235 помешкань (495/км²).
Расовий склад населення:
| - 85,9 % — білих - 3,5 % — азіатів - 3,4 % — чорних або афроамериканців - 0,8 % — корінних американців - 0,2 % — вихідців з тихоокеанських островів - 3,0 % — осіб інших рас |

До двох чи більше рас належало 3,2 %. Частка іспаномовних становила 14,3 % від усіх жителів.
За віковим діапазоном населення розподілялося таким чином: 16,2 % — особи молодші 18 років, 62,1 % — особи у віці 18—64 років, 21,7 % — особи у віці 65 років та старші. Медіана віку мешканця становила 49,5 року. На 100 осіб жіночої статі у місті припадало 97,4 чоловіків;  на 100 жінок у віці від 18 років та старших — 93,6 чоловіків також старших 18 років.
Середній дохід на одне домашнє господарство  становив 92 667 доларів США (медіана — 67 905), а середній дохід на одну сім'ю — 106 207 доларів (медіана — 92 151). Медіана доходів становила 62 236 доларів для чоловіків та 27 933 долари для жінок. За межею бідності перебувало 7,1 % осіб, у тому числі 17,8 % дітей у віці до 18 років та 1,3 % осіб у віці 65 років та старших.
Цивільне працевлаштоване населення становило 2142 особи. Основні галузі зайнятості: мистецтво, розваги та відпочинок — 19,7 %, освіта, охорона здоров'я та соціальна допомога — 16,5 %, виробництво — 14,9 %.